# Zgodovinski muzej Hošiminha
Zgodovinski muzej Hošiminha je na ulici Nguyen Binh Khiem 2, oddelek Ben Nghe, okrožje 1, v mestu Hošiminh v Vietnamu.. 
To je muzej, ki prikazuje zgodovino Vietnama z eksponati iz vseh obdobij. Ne smemo ga zamenjevati z Narodnim muzejem vietnamske zgodovine v Hanoju. Teme, ki jih pokrivajo razstave, vključujejo naslednje:
- Prazgodovinsko obdobje (pred 500.000 leti do 2879 pr. n. št.).
- Kovinske dobe (2879–179 pr. n. št.), vključno z artefakti, povezanimi s kulturo Đông Sơn v severnem Vietnamu in kulturo Sa Huỳnh v osrednjem Vietnamu.
- Kitajska prevlada in boj za nacionalno neodvisnost v dolini Rdeče reke (179 pr. n. št. – 938 n. št.)
- Óc Eo kultura regije delte Mekonga
- Kamnite in bronaste skulpture ter drugi artefakti kraljestva Champa
- Kamnite skulpture Kambodže (9.–12. st.)
- Dinastije Ngô, Dinh, Anterior Lê, Ly (939–1225)
- Dinastiji Tran in Ho (1226–1407)
- Dinastije od Lê do Nguyễn (1428–1788)
- Dinastija Tây Sơn (1771–1802)
- Dinastija Nguyễn (1802–1945)

## Zgodovina
18. februarja 1927 je umrl zbiralec starin Holbé, ki je za seboj pustil veliko starin v vrednosti 45.000 indokitajskih srebrnikov (velika količina denarja za tisti čas).
Da bi odkupili te starine, je 17. junija 1927 Društvo za indokitajske študije (Société des Études indochinoises, v nadaljevanju krajše Združenje), imelo izredni sestanek in na koncu so prišli do sklepa: prosite 5 dobronamernih članov, da posodijo zgornji znesek vnaprej, hkrati pa prosite vlado za dovoljenje za odprtje zbiranja med ljudmi z zavezo, da bodo denar vrnili po zaključku nakupa starin.
Po opravljenem navedenem delu, da bi imeli prostor za ohranitev in razstavo Holbéjevih relikvij, ki so bile pravkar kupljene, skupaj z mnogimi drugimi starinami, ki jih je imelo društvo, je društvo predlagalo vladi pridobiti pravico do gradnje muzeja in prostor za sedež društva in knjižnice (vsebuje več kot 5000 monografij o Indokini in Daljnem vzhodu v različnih jezikih).
Po predlogu je 28. novembra 1927 guverner Kočinčine, Blanchard de la Brosse, podpisal odlok o ustanovitvi muzeja Pacha Da Lagos v Sajgonu, ki je bil pod neposrednim nadzorom vlade Kočinčina in pod znanstvenim nadzorom Starodavnega inštituta Daljnega vzhoda.
8. junija 1928 je bil državni sekretar društva Jean Bouchot imenovan za prvega kustosa muzeja. 1. januarja 1929 je vlada slovesno odprla muzej Pacha Da Lagos.
2. septembra 1945 je Vietnam po skoraj 100 letih francoske nadvlade uradno obnovil svojo neodvisnost. 20. oktobra istega leta je ministrstvo za nacionalno šolstvo Demokratične republike Vietnam izdalo odlok o preimenovanju akademije, knjižnice in muzeja. V skladu s tem se je muzej Phacha Da Lagos preimenoval v muzej Gia Dinh. To je ostalo v teoriji, saj je 23. septembra 1945 francoska vojska ponovno zavzela Sajgon.
14. junija 1954 je muzej v celoti prevzelo Ministrstvo za nacionalno šolstvo vlade Republike Vietnam, potem ko so se iz države umaknili 3 francoski strokovnjaki.
16. maja 1956 se je muzej v skladu z odlokom 321-GD/ND preimenoval v Vietnamski narodni muzej pod Ministrstvom za nacionalno šolstvo. 3. septembra 1958 so Vietnamski narodni muzej uradno odprli za obiskovalce.
Po 30. aprilu 1975 je muzej v celoti prevzela revolucionarna vlada. Nato se je 26. avgusta 1979 funkcionalna podružnica preimenovala v Zgodovinski muzej mesta Hošiminh. Kasneje so ga spremenili v Vietnamski zgodovinski muzej - Hošiminha in leta 2013 spremenili ime v Zgodovinski muzej Hošiminha kot prvotno odločitev o ustanovitvi.
Muzej je bil prvič odprt za javnost 1. januarja 1929. Sprva je imel muzej le 2893 starin (predvsem Holbéjevo zbirko), do konca 20. stoletja pa je muzej imel več kot 30.000 dragocenih artefaktov. Poleg tega ima muzej tudi preko 25.000 knjig, časopisov in dokumentov, ki so zelo dragoceni tudi za raziskave v arheologiji, etnografiji, zgodovini, konzervatorstvu, muzejstvu...

## Arhitektura
Stavbo je zgradil Auguste Delaval v času Francoske Indokine, izvedel pa izvajalec Etablissements Lamorte Saigon v treh letih: 1926–1928. Na začetku gradnje (1926) je bila ta stavba namenjena Mehiškemu razstavnemu muzeju (Musée du Riz), nato Inštitutu za gospodarske razstave (Musée économique), vendar so se nazadnje odločili za Muzej Blanchard de la Brosse.
Arhitektura pripada tako imenovanemu »indokitajskemu« slogu (styleindochinois). Slovesno so muzej odprli leta 1929. Francoski upravitelji so ga zapustili leta 1956.
Srednji del muzeja ima osmerokotni blok (ki spominja na koncept trigramov I Čing) z 2 strehama, pokritima s cevastimi ploščicami, okrašenimi s stiliziranimi okraski feniksa in zmaja. Na vrhu so 4 krogle, ki postajajo manjše in zložene ena na drugo. Zato nekateri mislijo, da ima ta streha veliko elementov starodavne kitajske arhitekture.
Leta 1970 je bil muzej dograjen z vrsto stavb, ki jih je zasnoval arhitekt Nguyen Ba Lang. Niz stavb je v obliki črke U, v sredini je zunanje bonsaj jezero, dve vrsti stavb povezujeta obe strani, končno trinadstropna stavba z dvema slojema strehe, z okrasnimi zmajevimi glavami v vogalih strehe zaključuje kompleks. Zaradi vrat, ki gledajo na jezero bonsajev, je galerija precej zračna in svetla.

## V popularni kulturi
Muzej je služil kot postanek za drugo etapo resničnostne televizijske oddaje The Amazing Race Asia 3 po ameriški seriji The Amazing Race.

## Galerija
- Galerija starin obdobja Tây Sơn.
- Galerija starin Vương Hồng Sển.
- V omari so kraljeva oblačila (na sredini), kraljičina oblačila (levo) in oblačila prestolonaslednika (desno) iz dinastije Nguyễn.
- Leseni piloti Bach Dang med dinastijo Trần (1288).
- Paravan iz 19. stoletja (Huế)
- Lobanja z dvoglavimi živalskimi uhani pred približno 2000 leti.
- Kip Bude iz pagode Khải Tường